# Jan Pawlik (oficer)
Jan Adam Pawlik (ur. 1953) – pułkownik dyplomowany Wojska Polskiego, były szef sztabu – zastępca dowódcy Śląskiego Okręgu Wojskowego i czasowo pełniący obowiązki dowódcy tego okręgu.

## Życiorys
Syn Daniela. W latach 1975–1979 był podchorążym Wyższej Szkoły Oficerskiej Wojsk Zmechanizowanych im. Tadeusza Kościuszki we Wrocławiu. 2 września 1979 był promowany na Wałach Chrobrego w Szczecinie na podporucznika przez gen. broni Józefa Urbanowicza. Po ukończeniu szkoły dowodził plutonem i kompanią w 13 pułku zmechanizowanym w Kożuchowie. W 1983 został skierowany na Wyższy Kurs Doskonalenia Oficerów w Centrum Doskonalenia Oficerów im. gen Stanisława Popławskiego w Rembertowie.
W okresie 1985–1988 studiował w Akademii Sztabu Generalnego WP w Rembertowie. W roku 1990 objął funkcję szefa sztabu, a następnie od 1991 dowódcy 13 pułku zmechanizowanego w Kożuchowie. W 1996 przeniesiony do Legionowa, gdzie objął stanowisko szefa szkolenia, a od 2001 zastępcy dowódcy 1 Warszawskiej Dywizji Zmechanizowanej. W 2002 ukończył studia podyplomowe w Akademii Obrony Narodowej w zakresie obronności państwa. W październiku 2002 został wyznaczony na stanowisko szefa szkolenia Śląskiego Okręgu Wojskowego. 10 maja 2007 przyjął obowiązki szefa sztabu – zastępcy dowódcy ŚOW. W okresie od 15 maja 2009 do 2 września 2009 czasowo pełnił obowiązki dowódcy Śląskiego Okręgu Wojskowego. 5 listopada 2009 został wybrany na prezesa Zarządu Okręgu Śląskiego Towarzystwa Wiedzy Obronnej. Od 1 grudnia 2011 do 31 grudnia 2011 powierzono mu czasowe pełnienie obowiązków dowódcy Śląskiego Okręgu Wojskowego. 
17 stycznia 2013, po 38 latach pełnienia zawodowej służby wojskowej odszedł do rezerwy.

## Awanse
- podporucznik – 1979
- porucznik – 1982
- kapitan – 1986
- major – 1991
- podpułkownik – 1994
- pułkownik – 1998

## Odznaczenia, wyróżnienia
- Złoty Krzyż Zasługi (2002, za zasługi w umacnianiu obronności i suwerenności kraju)[12]
- Brązowy Krzyż Zasługi (1998, za zasługi w umacnianiu obronności kraju)[13]
- Odznaka Skoczka Spadochronowego Wojsk Powietrznodesantowych
- Złota Wojskowa Odznaka Sprawności Fizycznej
- Odznaka pamiątkowa 13 Pułku Zmechanizowanego
- Odznaka pamiątkowa 5 Dywizji Pancernej
- Odznaka pamiątkowa 1 Warszawskiej Dywizji Zmechanizowanej
- medal pamiątkowy TWO[14]
- Medal Za zasługi dla ŚOW[15]
- odznaczony przez Zarząd Główny Towarzystwa Wiedzy Obronnej  Medalem Za zasługi w krzewieniu wiedzy obronnej[16]
- wyróżnienie biała bronią przez Ministra Obrony Narodowej w związku z zakończeniem służby[11]